# Euparkeria
Az Euparkeria (nevének jelentése 'Parker jó állata' – az angol zoológusra William Kitchen Parkerre utalva) az archosaurusok korai képviselői közé tartozó kis méretű, afrikai hüllő volt, amely a triász időszakban élt, 248–245 millió évvel ezelőtt. A legelső fosszíliáit Dél-Afrikában találták meg 1913-ban, de 1924-ben jobb állapotban megörződött példányokra bukkantak.

## Anatómia és életmód

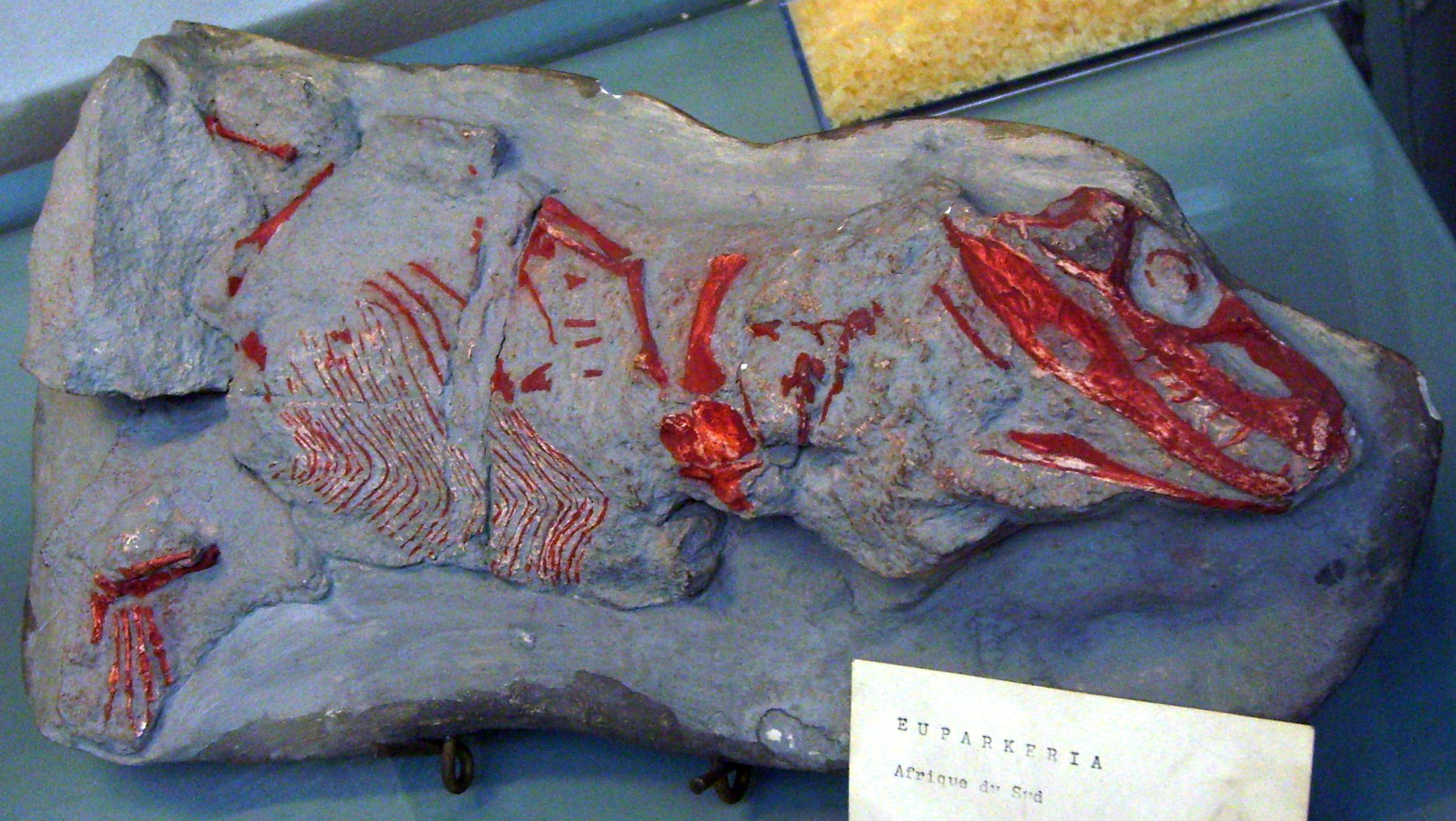
Az Euparkeria fosszíliája a párizsi Nemzeti Természetrajzi Múzeumban (Muséum national d'Histoire naturelle)

Az Euparkeria kora kisebb hüllői közé tartozott, a felnőttként egy nagyobb gyík méretét érte el (a hossza körülbelül 55 centiméter, a tömege pedig nagyjából 9 kilogramm volt). Könnyű felépítésű, sovány testtel, hosszú farokkal és apró, tűszerű fogakkal ellátott kis koponyával rendelkezett. Sok más korai archosaurushoz hasonlóan a hátán és a farkán egy sor, aránylag könnyű csontos lemez helyezkedett el. A hüvelykujjain éles karmokat viselt, melyeket a közelharcban használhatott.
Feltehetően rovarokkal és más kisebb, az erdei talajon élő apró állatokkal táplálkozott, időszakonként pedig elhullajtotta a fogait, hogy azok élesebb, újakra cserélődjenek. Életterét számos ragadozóval osztotta meg, így gyors futónak kellett lennie. Az Euparkeria aránylag hosszú hátsó lábakkal rendelkezett, és valószínűleg félig két lábon járt. A hátsó lábain futva gyors helyváltoztatásra volt képes. Ennek előnyét kihasználva az Euparkeria a legkorábbi két lábon mozgó hüllők egyikévé vált, egyedi tulajdonsága pedig a korai crurotarsiknál és a dinoszauruszoknál is megjelent.

## Popkulturális hatás
Az Euparkeria látható a BBC Walking With Monsters című dokumentumfilm-sorozatában, melyben tévesen valamennyi dinoszaurusz őseként jellemzik. Valójában az Euparkeria nem a dinoszauruszok igazi őse, viszont rokonságban állt a dinosauromorphákkal és a Saltoposuchusszal, a dinoszauruszok lehetséges őseivel.

## Fordítás
- Ez a szócikk részben vagy egészben  az   Euparkeria című angol Wikipédia-szócikk ezen változatának fordításán alapul.  Az eredeti cikk szerkesztőit annak laptörténete sorolja fel. Ez a jelzés csupán a megfogalmazás eredetét és a szerzői jogokat jelzi, nem szolgál a cikkben szereplő információk forrásmegjelöléseként.

## Külső hivatkozások
- Introduction to Euparkeria. (Hozzáférés: 2008. november 12.)